# 洛里尼揚龍屬
洛里尼揚龍屬（學名：Lourinhasaurus）是蜥腳下目恐龍的一屬，化石發現於葡萄牙埃什特雷馬杜拉的兩個挖掘地點，地質年代屬於侏羅紀晚期。洛里尼揚龍的分類歷史十分複雜，這個屬是由P. Dantas等人於1998年敘述、命名的。模式種是阿倫克爾洛里尼揚龍（L. alenquerensis），種名是以化石發現地的里斯本阿倫克爾（Alenquer）為名。

## 命名歷史
在1957年，阿倫克爾附近發現洛里尼揚龍的部份骨骼化石，阿尔贝·德·拉帕朗（Albert de Lapparent）及G. Zbyszewski認為這些化石是屬於迷惑龍，所以將之命名為阿倫克爾洛里尼揚龍迷惑龍（Apatosaurus alenquerensis）。但是在1983年，在洛里尼揚（Lourinhã）發現另外一個部份骨骼，包括牙齒及約100顆胃石，因此得知牠們與迷惑龍有所差異，因此建立為新屬，洛里尼揚龍，種小名則得以保留。

## 分類
洛里尼揚龍是草食性恐龍，被估計約有17米長。牠的前7節背椎有相當高及分岔的神經突。後段頸椎的椎體腹側中央有明顯的稜嵴。由於洛里尼揚龍缺乏頭顱骨，所以只能被分類為真蜥腳類，而且洛里尼揚龍是新蜥腳類的姊妹分類單元有研究認為很像洛里尼揚龍圓頂龍，但前肢比例上較長。

## 其他物種
後來發現的另一組骨骼化石，由於有一些地方類似洛里尼揚龍，所以最初被編入於洛里尼揚龍。但是，後來卻發現那些差異足以成立一個新的屬，因此被建立為迪涅魯龍屬。迪涅魯龍與洛里尼揚龍曾一度被認為是異名，但是系統發生學分析卻推翻此說法。
獸腳亞目的洛里尼揚諾龍屬（Lourinhanosaurus）學名很像洛里尼揚龍，且都是在洛里尼揚發現的。

## 外部連結
- Lourinhasaurus@Dinosauria.com
- Lourinhasaurus at DinoData （页面存档备份，存于）